# Mantispidae
Los mantíspidos (Mantispidae)  son una familia de insectos del orden Neuroptera. Se distribuyen por todo el mundo, en las zonas tropicales, subtropicales y templadas.

## Descripción
Son de tamaño mediano a grande, y se caracterizan por un largo prótorax y unas patas anteriores raptoras que recuerdan a las de los mántidos, con los que sin embargo no están relacionados. Las alas tienen nervaduras protuberantes y son de gran envergadura, entre 15 y 40 mm; en reposo las mantiene plegadas como en tejado.
Algunos son parecidos a mántidos (Mantis religiosa), como el género tipo Mantispa, y otros a avispas, como los géneros Climaciella y Entanoneura. Los adultos son depredadores en su gran mayoría; algunas larvas son depredadoras, pero por lo general completan o realizan esta etapa como parásitas de algunos insectos y arañas. 

## Ciclo de vida y hábitos

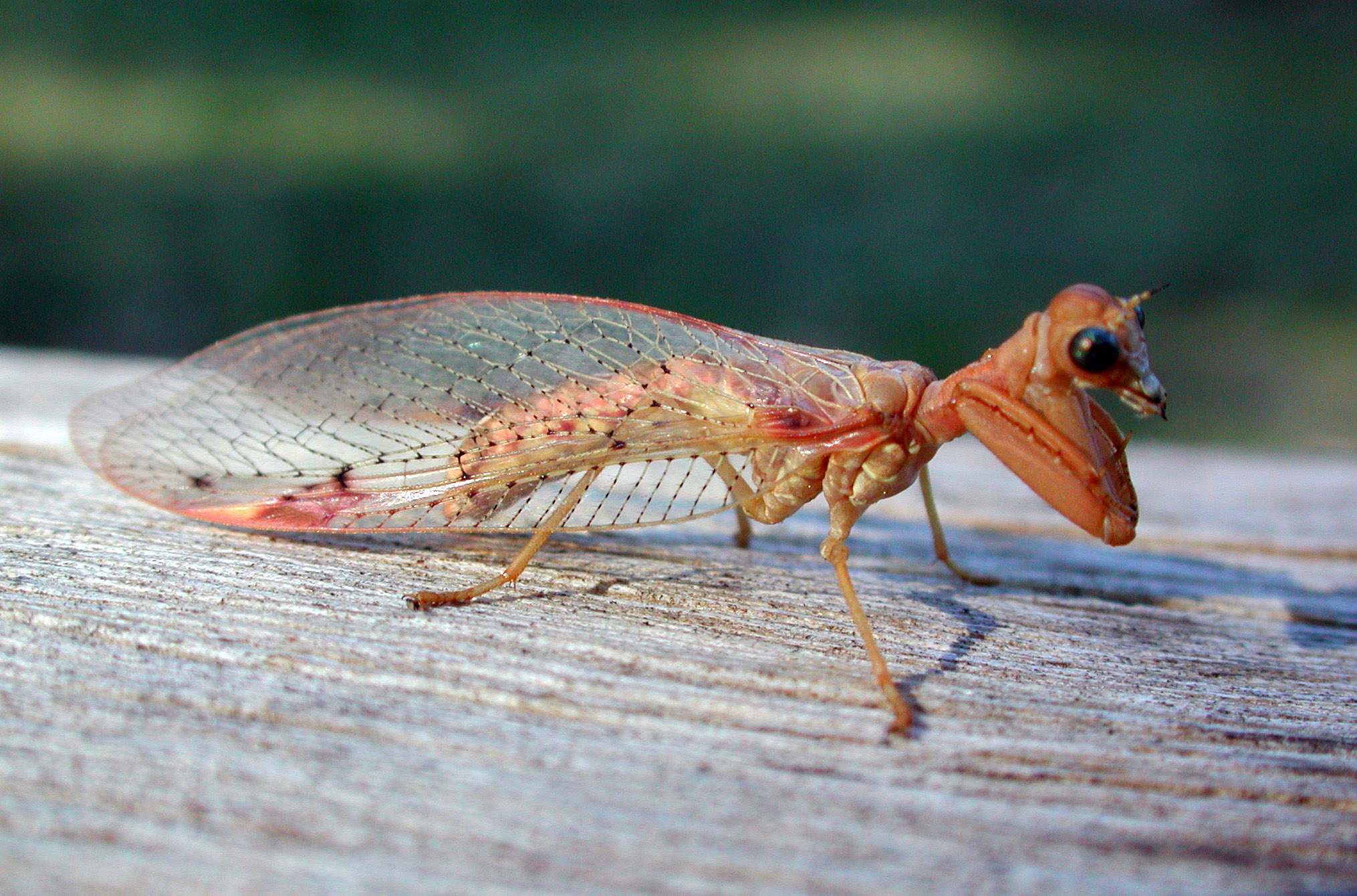
Mantíspido.

Son insectos de metamorfosis completa. La hembra coloca los huevos sobre el tronco de árboles; al eclosionar,  las larvas por lo general buscan dispersarse, ya sea caminando o dejándose llevar por el viento, o algunas son arrastradas por algún animal al pasar.
Las del género Nolima son activas depredadoras de insectos de cuerpo blando, otras se asocian a otros insectos durante casi toda la etapa larval, algunas a lepidópteros, particularmente a algunas mariposas nocturnas, otras a coleópteros esencialmente a algunos escarabajos, otras a himenópteros especialmente a algunas avispas y abejas. Terminan su etapa larval dentro de una masa de huevos de arañas, introduciéndose o entrando cuando la araña hembra los deposita. 
Emergen como adultos alados; algunos son nocturnos, otros diurnos y otros son muy activos durante el crepúsculo. Todos son depredadores de insectos de cuerpo blando, acechan sus presas posados. Durante el prolongado cortejo, que consiste en danzas de complicados movimientos y producción de olores, la hembra deposita los huevos sobre los troncos de la vegetación, llegando a depositar varios miles de huevos una sola hembra.

## Taxonomía
Esta familia comprende varias subfamilias, que agrupa a 44 géneros aproximadamente y unas 420 especies actuales:
- Subfamilia Symphrasinae (unas 32 especies en 3 géneros, propias del Nuevo Mundo)
- Subfamilia Drepanicinae (unas 37 especies en 4 géneros, propias de Sudamérica y Australia) - también se han hallado fósiles, del género Aragomantispa, en ámbar datado en el Albiano de la Sierra de San Just (España)[1]
- Subfamilia Calomantispinae (unas 10 especies en 2 géneros, propias de Centroamérica y Australia)
- Subfamilia Mantispinae (unas 334 especies en unos 35 géneros, propias de las zonas situadas entre los 50N y los 45S)